# Johann Tobias Mayer
Johann Tobias Mayer, nemški fizik in matematik, * 5. maj 1752, Marbach na Neckarju, Württemberg, Nemčija, † 30. november 1830, Göttingen, Nemčija.
Johann je bil prvi sin astronoma Tobiasa Mayerja in njegove žene Marie. 
Mayer je začel študirati teologijo in filozofijo na Univerzi v Göttingenu, kjer je leta 1773 doktoriral pod Kästnerjevim mentorstvom.
Leta 1801 je napisal fizikalno delo Anfangsgründe der Naturlehre zum Behuf der Vorlesungen über die Experimental-Physik, ki je bilo priljubljeno v nemško govorečil deželah. Raziskoval je v eksperimentalni fiziki in astronomiji, članke pa je objavljal v Annalen der Physik.